# Ritratto di Paul Alexanders
Ritratto di Paul Alexanders è un dipinto a olio su tela (80 x45 cm) realizzato nel 1913 dal pittore italiano Amedeo Modigliani.
È conservato nel museo delle belle arti di Rouen in Francia.